# جون ليونز (مدرب رياضي)
جون ليونز (بالإنجليزية: John Lyons)‏ هو مدرب رياضي أمريكي، ولد في 10 مارس 1952 في West Hartford, Connecticut ‏ في الولايات المتحدة.